# 70 ق هـ
70 ق هـ هي السنة السبعون السابقة للهجرة النبوية، وهي توافق ما بين سنتي 553 و554 حسب التقويم الميلادي، أي أنها بدأت في سنة 553م وانتهت في سنة 554م.

## مواليد
- عتيبة بن الحارث التميمي من فرسان العرب المشهورين قبل الإسلام.